# Sécurité sociale en Espagne
Le système de protection sociale en Espagne comprend deux modalités de protection, le système contributif et le système non contributif.

## Système contributif

### Régimes spéciaux
Le système espagnol de sécurité sociale en dehors du régime général comprend trois régimes spéciaux :
- le régime des marins
- le régimes des travailleurs indépendants
- le régime des mines de charbon

Il existe aussi une protection spécifique pour les étudiants et un régime contributif spécifique pour les fonctionnaires.

### Administration
Les prestations sociales pour les travailleurs salariés sont régies par : 
- l'Institut national de Sécurité sociale (Instituto Nacional de la Seguridad Social) rattaché au ministère de l'Inclusion, de la Sécurité sociale et des Migrations[3],
- la Trésorerie générale de la Sécurité sociale (Tesorería General de la Seguridad Social) sous la tutelle du ministère de l'Inclusion, de la Sécurité sociale et des Migrations[4]
- le service public d'État de l'Emploi[1] (Servicio Público de Empleo Estatal) sous la tutelle du ministère du Travail
- les mutuelles collaboratrices de la sécurité sociale (Mutuas Colaboradoras con la Seguridad Social)

## Système non contributif
Le système non contributif espagnol permet d'accéder à certaines prestations même sans avoir cotisé : 
- Allocations familiales
- Soins médicaux
- Allocation de maternité non contributive
- Prestations spéciales d'assistance en cas de chômage
- Pensions de vieillesses et d'invalidité